# Энда Кеннсалах
Э́нда Ке́ннсалах (Энна Кеннсалах; др.‑ирл. Éndae Cennsalach, Énnae Cenncalach; V век) — король Лейнстера в середине V века, основатель ирландского рода Уи Хеннселайг.

## Биография
Энда Кеннсалах был сыном Лабрайда Лайдеха и внуком короля Лейнстера Брессала Белаха. Средневековые каталоги правителей Ирландии сообщают, что после смерти деда, скончавшегося в 435 или 436 году, Энда унаследовал лейнстерский престол. Однако в составе «Лейнстерской книги» сохранилась поэма, написанная в VII веке, которая, по мнению историков, более точно отражает порядок престолонаследия в этом королевстве. Согласно её сведениям, после смерти Брессала Белаха, предка рода Уи Хеннселайг, лейнстерский престол был занят представителями других ветвей правившей здесь династии: сначала его двоюродным братом Муйредахом Сните и сыном того Моэнахом из рода Уи Байррхе, а затем троюродным братом последнего Мак Каиртинном мак Коэлботом из Уи Энехглайсс. «Анналах Ульстера» и «Анналах Инишфаллена» сообщают о том, что глава лагенов и круитни Мак Каиртинн погиб в сражении в 446 году. Возможно, что только после его гибели потомки Брессала Белаха снова смогли возвратить себе власть над Лейнстером.
О правлении Энды Кеннсалаха сохранилось немного сведений, так как свидетельства об Ирландии этого времени содержатся только в позднейших источниках и точно неизвестно, насколько они соответствуют исторической действительности. Королевской резиденцией монархов Лейнстера этого времени считают Райт Билех (около современного Ратвилли). «Книга захватов» и ирландская сага «Борома» сообщают, что Энда вёл успешные войны с верховным королём Ирландии Ниаллом Девять Заложников, стремившимся получить с лейнстерцев традиционную дань. Король Лейнстера одержал над Ниаллом двенадцать побед в сражениях, а Эоху, один из его сыновей, в начале 450-х годов убил этого верховного короля, когда тот был в заморском походе. За эти победы Энда получил своё прозвище — «Кеннсалах» («Господствующий»; англ. Dominant). Однако сын короля Ниалла Лоэгайре продолжил вести военные действия против лейнстерцев и в 453 году одержал над ними победу, обратив своих врагов в бегство.
В одном из житий святого Патрика рассказывается, что король Энда, твёрдо придерживавшийся языческих верований, изгнал из своих владений христианского проповедника Изернина, одного из предшественников «апостола Ирландии».
Дата смерти короля Энды Кеннсалаха неизвестна. Согласно средневековым ирландским генеалогиям, его сыновьями были Кримтанн, наследник отца на престоле Лейнстера, Эоху, убийца короля Ниалла, и Федлимид, родоначальник Уи Фелмеда. Сам Энда считается основателем знатного лейнстерского рода Уи Хеннселайг, получившего название по его прозвищу. Представители этого рода в V—XII веках неоднократно были правителями всего Лейнстера.